# Antille Olandesi
Le Antille Olandesi sono, dal 10 ottobre 2010, in parte municipalità speciali dei Paesi Bassi (le isole di Bonaire, Saba e Sint Eustatius), mentre un'altra parte (Curaçao e Sint Maarten) forma due nazioni costitutive del Regno dei Paesi Bassi. 
In precedenza erano una unica nazione costitutiva del Regno dei Paesi Bassi. Il sovrano dei Paesi Bassi fu rappresentato durante questo periodo dai governatori: Teun Struycken (dal 1951 al 1956); Cola Debrot (dal 1962 al 1970); René Römer (dal 1983 al 1990);  Frits Goedgedrag (dal 2002 al 2010).

## Storia
Le Antille Olandesi furono istituite il 15 dicembre 1954 come successore della colonia caraibica dei Paesi Bassi di Curaçao e Dipendenze, diventando, insieme a Suriname e Paesi Bassi, una delle nazioni costitutive del Regno dei Paesi Bassi.
Nel 1986, Aruba decise di rendersi indipendente dalle Antille Olandesi, rimanendo però all'interno del Regno dei Paesi Bassi con lo status di nazione costitutiva.
Dopo vari referendum di riforma amministrativa tenutisi nei territori, il 10 ottobre 2010 le Antille Olandesi cessarono di esistere come entità unitaria.

## Popolazione

### Lingue
La lingua ufficiale del territorio era l'olandese, ma le lingue parlate comunemente erano l'inglese nelle isole settentrionali e il papiamento, una lingua creola basata sul portoghese con influenze dallo spagnolo, olandese e inglese, nelle isole meridionali.

### Religioni
La religione più diffusa era quella cristiana, presente sia nella forma cattolica che in quella protestante.

## Politica
Il potere esecutivo era nelle mani del Consiglio del Governo.
Lo status amministrativo era mutato sotto il regno di Guglielmo dei Paesi Bassi. Il regnante dei Paesi Bassi nomina un governatore che lo rappresenta.

## Geografia

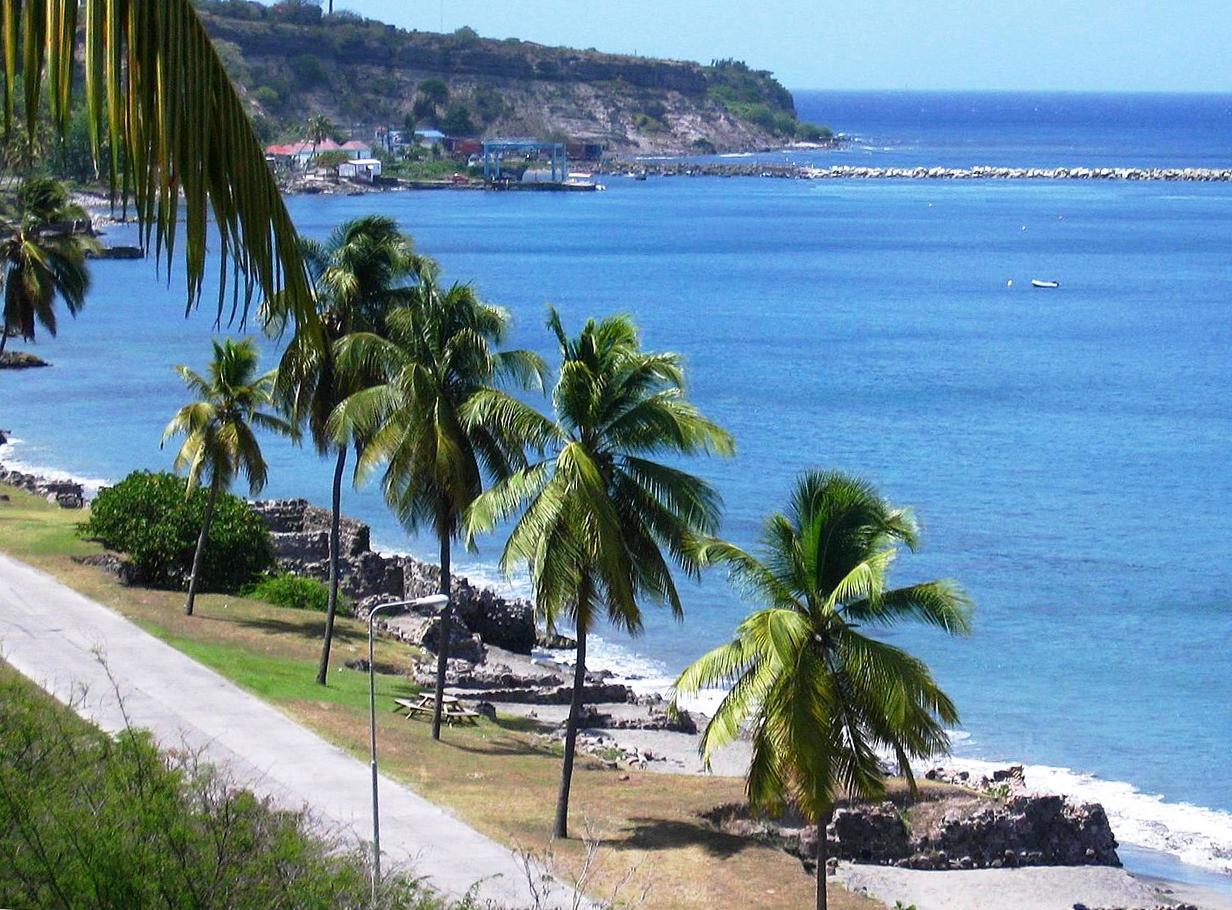
Nel XVIII secolo, Sint Eustatius era la più importante isola olandese dei Caraibi.

La dipendenza, situata nella regione caraibica delle Piccole Antille, aveva una superficie di 800 km², contava 192 866 abitanti e capoluogo Willemstad, oggi capitale di Curaçao. Essa era composta da 4 isole intere, la citata Curaçao, Bonaire, Saba, Sint Eustatius e la parte meridionale dell'isola di Saint Martin ovvero Sint Maarten.
Le Antille Olandesi erano un Paese transcontinentale, in quanto vi erano isole appartenenti sia all'America settentrionale, sia a quella meridionale a causa della vicinanza di due sue isole, Bonaire e Curaçao, al continente meridionale. Sono comunque generalmente considerate nordamericane in virtù della loro appartenenza alle Indie Occidentali.

## Economia
L'unità monetaria era rappresentata dal fiorino delle Antille Olandesi.
L'economia era basata sull'agricoltura (agrumi, sisal, cotone, canna da zucchero), sull'industria estrattiva (fosfati), petrolchimica e sul turismo.
Per la Repubblica Italiana le Antille Olandesi costituivano un paradiso fiscale. Il sistema fiscale italiano, con il D.M. 04/05/1999, le inserì tra gli Stati o Territori aventi un regime fiscale privilegiato. La cosiddetta Lista nera poneva, quindi, limitazioni fiscali ai rapporti economico-commerciali tra aziende italiane e società di tale territorio.

## Sport

### Giochi olimpici
Le Antille Olandesi hanno partecipato con una delegazione propria ai Giochi olimpici dal 1952 al 2010.
L'unica medaglia olimpica vinta da un rappresentante delle Antille Olandesi è la medaglia d'argento nella vela, vinta da Jan Boersma, ai Giochi di Seul 1988.